# Anton Dieffenbach

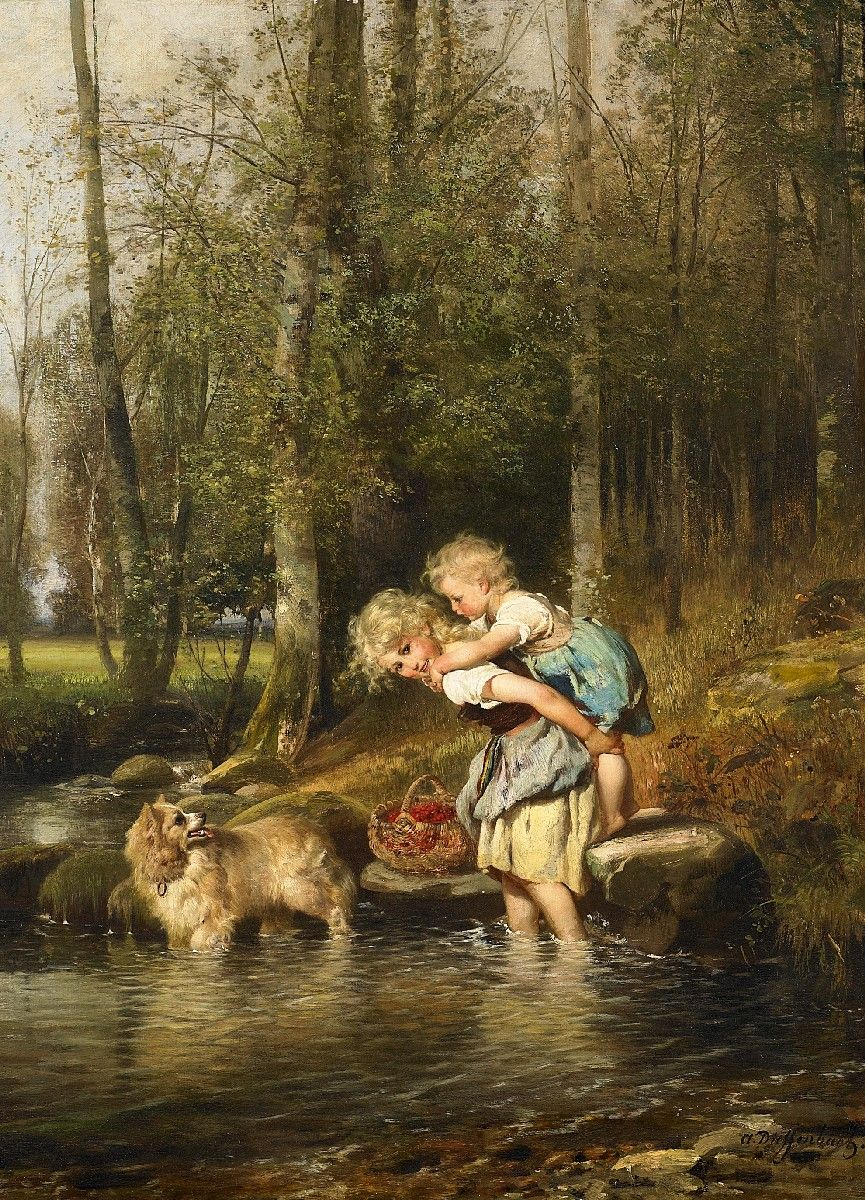
Rast im Wald av Dieffenbach.

Anton Heinrich Dieffenbach, född 4 februari 1831 i Wiesbaden, död 29 november 1914 i Hohwald, var en tysk genremålare.
Han studerade först till bildhuggare i Strassburg och Paris, men utbildade sig från 1856 hos Rudolf Jordan i Düsseldorf till målare och studerade 1863-70 i Paris. Han var sedan 1871 bosatt i Berlin. Han behandlade huvudsakligen ämnen från allmogelivet, Vogeserna och barnvärlden.

## Verk ( i urval)
- Bröllopsdagen (1865)
- Julgranen
- Ett slädparti
- Besöket hos amman
- Läckerbitar